# 拘那含佛

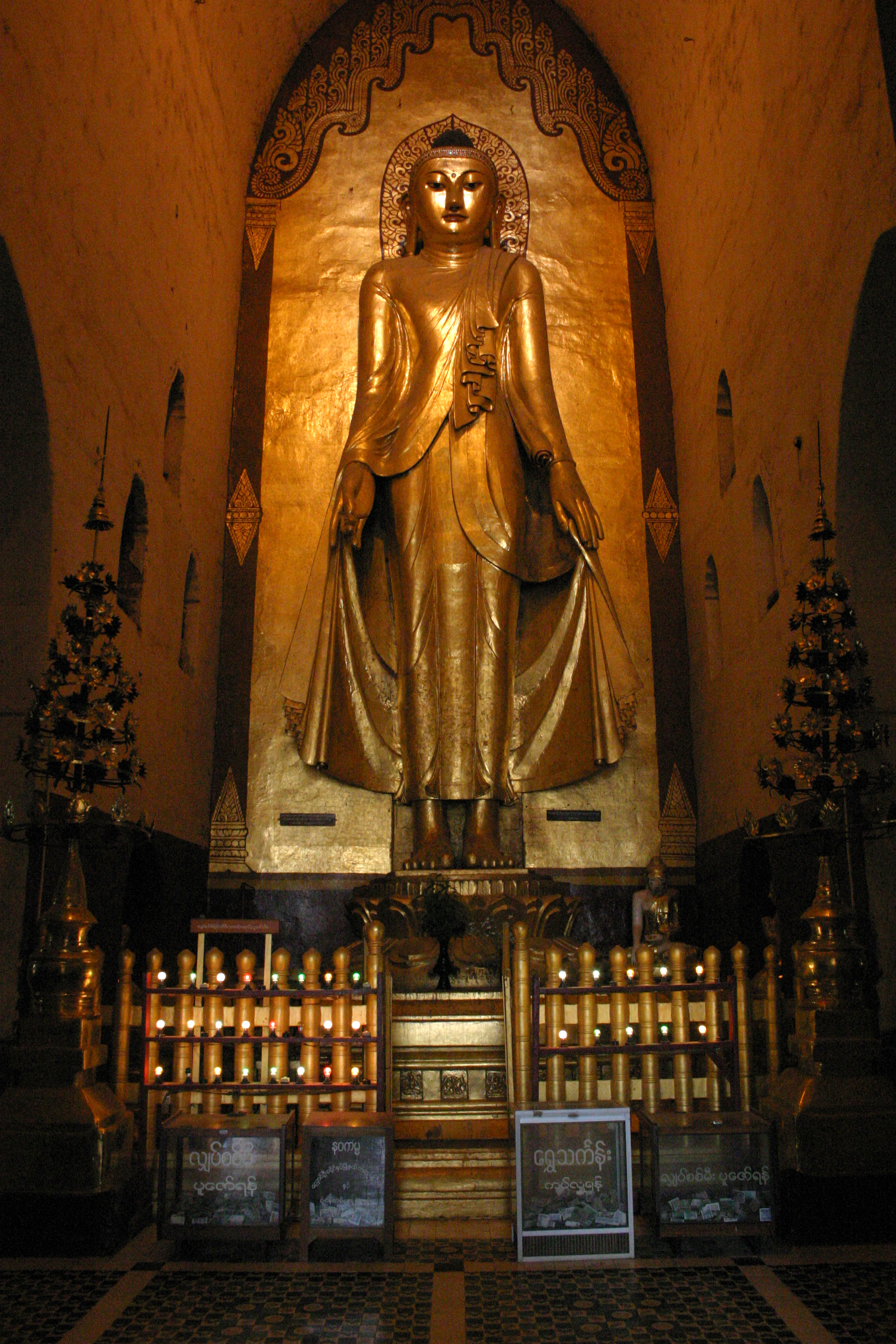
蒲甘阿難陀寺拘那含佛像

拘那含佛（梵：Kanakamuni，巴利：Koṇāgamana），又作拘那含牟尼、俱那含等，意译曰金色仙、金寂，過去七佛的第五佛。在賢劫中第九減劫人壽三萬歲時出世，姓迦葉，出生於婆羅門家庭，兩眉間有毫毛，潔白光淨常放光芒，一日於優曇婆羅樹下成佛。阿彌陀佛的前身是他的弟子。舉行過一次說法集會，有三萬弟子參加。拘那含佛有二弟子：舒槃那、鬱多樓。